# L'Arc (film)
Pour l’article homonyme, voir L'Arc (revue).
Pour plus de détails, voir Fiche technique et Distribution.
L'Arc (활, Hwal) est un film sud-coréen réalisé par Kim Ki-duk, sorti en 2005.

## Synopsis
Un vieil homme vit avec une jeune fille qu'il retient loin du monde, sur un bateau en pleine mer. Il compte l'épouser lorsqu'elle aura 17 ans. Les pêcheurs, de passage sur l'embarcation, ne manquent pas de remarquer la ravissante jeune fille, toujours farouchement surveillée par son protecteur. Mais les rêves de mariage de ce dernier tournent à l'obsession lorsque s'éveille chez sa promise un intérêt pour un jeune homme de la ville.

## Fiche technique
- Titre : L'Arc
- Titre original : 활 (Hwal)
- Titre anglais : The Bow
- Réalisation : Kim Ki-duk
- Scénario : Kim Ki-duk
- Production : Kim Ki-duk, Kang Yong-gyu et Michiko Suzuki
- Distribution :  France : TFM Distribution
- Musique : Kang Eun-Il
- Photographie : Jang Seong-back
- Montage : Kim Ki-duk
- Décors : Chung Sol-art
- Pays d'origine :  Corée du Sud
- Langue : coréen
- Format : Couleurs - 1,85:1 - Dolby Digital - 35 mm
- Budget : 950 000 dollars
- Genre : Drame
- Durée : 90 minutes
- Dates de sortie : 12 mai 2005 (festival de Cannes, Corée du Sud), 14 décembre 2005 (France)

## Distribution
- Jeon Seong-hwang : le vieil homme
- Han Yeo-reum : la jeune fille
- Seo Ji-seok : l'étudiant
- Jeon Gook-hwan : le père de l'étudiant

## Autour du film
- Le film fut présenté au 58e Festival de Cannes (2005), dans la section Un Certain Regard.